# 高橋利枝
高橋 利枝（たかはし としえ）は、日本の社会学者。専門はメディア・コミュニケーション研究。早稲田大学文学学術院教授。テレコム社会科学賞受賞。

## 人物・経歴
東京都目黒区出身。お茶の水女子大学理学部数学科卒業、理学士。東京大学大学院社会学研究科修士課程修了、社会学修士。同大学人文社会系研究科博士課程単位取得満期退学。ロンドン大学ロンドン・スクール・オブ・エコノミクス大学院博士課程修了、Ph.D.（社会科学博士）。
2002年順天堂大学スポーツ健康科学部専任講師。2006年立教大学社会学部メディア社会学科准教授。2010年オックスフォード大学教育学部客員リサーチフェロー、ハーバード大学バークマンセンターファカルティ・フェロー。2012年早稲田大学文学学術院教授、Television and New Media編集委員。
2013年日本民間放送連盟ラジオメディア再価値化研究グループ委員。2015年情報通信学会編集委員。2016年総務省情報通信白書アドバイザリーボード、東京オリンピック・パラリンピック競技大会組織委員会テクノロジー諮問委員会委員。2017年テレコム社会科学賞入賞。
2018年ケンブリッジ大学客員研究員、Global Media and Communication編集委員。2019年コロンビア大学客員研究員、ハーバード大学バークマン・クライン研究所ファカルティ・アソシエイト。2021年ケンブリッジ大学「知の未来」研究所アソシエイト・フェロー。

## 著作

### 著書
- “Audience Studies”Routledge 2009年
- 『デジタル・ウィズダムの時代へ ：若者とデジタルメディアのエンゲージメント』新曜社 2016年

### 訳書
- カレン・ロス, バージニア・ナイチンゲール著『メディアオーディエンスとは何か』（児島和人, 阿部潔と共訳）新曜社 2007年